# Milestones (composition)
Pour les articles homonymes, voir Milestone.
Clip vidéo
[vidéo] « Miles Davis - Milestones », sur YouTube
Milestones ou Miles est un standard de jazz modal du trompettiste de jazz américain Miles Davis,, extrait de son album Milestones de 1958. Un des succès emblématiques de sa carrière à l'origine de sa « période modale ».

## Histoire
Ce titre est la première composition et enregistrement connu de jazz modal de Miles Davis (dont il est un des principaux fondateurs) et de son sextet modal iconique. Le titre est initialement nommé « Miles » ou « Miles Tones » (jeu de mots entre « tonalité de Miles » et borne routière, pour marquer l'histoire du jazz, en anglais) rapidement renommé en « Milestones » du titre de l'album dans les éditions ultérieures. Cette composition est un enchainement d'improvisations mythiques de solos de trompette de Miles Davis, et de saxophones de ses deux saxophonistes emblématiques John Coltrane et Julian Cannonball Adderley, accompagnés par Red Garland au piano, Paul Chambers à la contrebasse et Philly Joe Jones à la batterie. Ils l'enregistre au Columbia's 30th Street Studio de Manhattan à New York. 
Ce titre phare de sa carrière conduit Miles Davis à composer son titre emblématique suivant So What de son album Kind of Blue de 1959, considéré comme un chef-d'œuvre du jazz modal, un des albums de jazz les plus vendus des tous les temps.

## Miles Davis sextet
- Miles Davis : trompette
- John Coltrane : saxophone ténor
- Julian Cannonball Adderley : saxophone alto
- Red Garland : piano
- Paul Chambers : contrebasse
- Philly Joe Jones : batterie

## Récompense
- Grammy Hall of Fame Award, pour Milestones (album de Miles Davis)[7].